# فرزندان یک خدای کوچکتر
فرزندان یک خدای کوچکتر (به انگلیسی: Children of a Lesser God) فیلمی ۱۱۹ دقیقه‌ای در سبک درام و عاشقانه به کارگردانی رَندا هِینز محصول کشور ایالات متحده آمریکا است.